# فراتيسلاف الثاني ملك بوهيميا
فراتيسلاف الثاني (أو فراتيسلاوس الثاني، (بالتشيكية: Vratislav II.)‏ (ق. 1032 - 14 يناير 1092)؛ هو ابن بريتيسلاف الأول دوق بوهيميا  وجوديث زو شفاينفورت،  أصبح أول ملك لبوهيميا منذ 15 يونيو 1085،  مُنح لقبه الملكي كتكريم مدى الحياة من قبل الإمبراطور الروماني المقدس هاينريش الرابع، ولم يُكن المقصود خلق نظام ملكية وراثية، قبل رفعه إلى مرتب الملك، حكم فراتيسلاف بوهيميا كدوق منذ عام 1061.
عندما توفي والده في عام 1055، ورث فراتيسلاف دوقية أولوموك، بينما أصبح أخوه الأكبر سبيتيهنيف الثاني دوق بوهيميا، وعندما حدث خلاف بينه بين أخيه تم نفيه إلى المجر، ولكنه تمكن من استعادة لقب أولوموك الدوقي بمساعدة المجريين، وفي النهاية تصالح مع أخيه وأصبح خليفته في منصبه كدوق بوهيميا عندما توفي عام 1061.

## حملات الإمبراطور هاينريش الرابع
أكد كل من البابا ألكسندر الثاني والبابا غريغوري السابع أن فراتيسلاف يستحق بامتياز ارتداء التاج والسترة التي كان يرتديها أسلافه،  ومع كل ذلك دعم فراتيسلاف هاينريش في كل من صراعه ضد الباباوات والتمردات في ساكسونيا التي سيطرت على فترة حكمه الطويلة.،هذه الافعال من شأنها أن تقلل من أهميته أمام الباباوات. 
حصل انشقاق بينه وبين شقيقه يارومير أسقف براغ، بحيث تجاهل يارومير أوامر حول إنشاء أبرشية مورافيا الجديدة في أولوموك على يد فراتيسلاف عام  لدرجة حاول يارومير وقف ضد نقل الآثار التي تم أخذها من براغ ونقلها إلى مورافيا بالقوة، وعلى الرغم من دعم البابا لفراتيسلاف، إلا أن ولاء الدوق البوهيمي للإمبراطور لم يتغير.
في عام 1070 ثاروا الساكسونيين تحت قيادة الدوق ماغنوس وبمساعدة من أوتو دوق بافاريا ضد الإمبراطور وفي العام التالي قام بوليسلاف البولندي بالهجوم على بوهيميا وفي عام 1073 رغب هاينريش بالانتقام من هجوم البولندي، ولكن مع عام 1075 حدثت ثورة ساكسونية أخرى مما جعلته يتراجع عن قراره، تمكن بالقضا على الثوار في معركة لانغنزالتسا الاولى بمساعدته، وفيها اظهر الجنود البوهيميين شجاعة لا شك فيها ومن ثم قام هاينريش، وأيضا اصطحب معه يارومير إلى المانيا ليصبح مستشاراً له مما جعل فراتيسلاف مرتاحاً.
في خلال الحروب ضد الملوك المزيفون ساعد فراتيسلاف الامبراطور هاينريش ضد معارضين حكمه اللذين انتخبوا من قبل النبلاء وخلال معركة فلارشهايم بمساعدة فرقة فراتيسلاف فقط أصبح الجيش الإمبراطوري قادرًا على التغلب على متمردي المدعي المدعوم منقبل البابا رودولف من راينفيلدن دوق شوابيا،  حتى أن فراتيسلاف نجح في الاستيلاء على رمح رودولف الذهبي،  ثم بعد ذلك حمل الرمح الذهبي أمام فراتيسلاف في المناسبات الرسمية.
في عام 1082 قام فراتيسلاف بالقضاء على المتمردين مره أخرى ونتيجة لهذا الانتصار في عام 1085 تم منح فراتيسلاف من قبل هاينريش لقب الملكي.

## العلاقات مع البابوية
قدم فراتيسلاف طلب الإذن باستخدام القداس السلافي في الكوريا الرومانية عام 1080، لكن تم رفض الطلب، ربما تم تقديم هذا الالتماس في محاولة لإنقاذ دير بندكتيني "السلافوني" الذي كان قيد الخدمة والذي تأسس في سازافا، بالقرب من براغ، في عام 1032. 
في عام 1081 قام فراتيسلاف بحمع جيش لمساعدة هاينريش في حملته على ايطاليا عام وفي خلال عامين كان فراتيسلاف والبوهيميون مع هاينريش عندما دخلوا روما نفسها.

## الفكر التوسعي

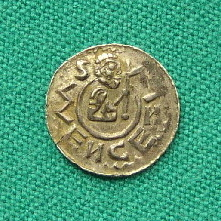
دينار فراتيسلاف الثاني.

على الرغم من مساعدة فراتيسلاف لهاينريش في حملاته ومعاركه ضد الثوار لم يقم الامبراطور هاينريش باعطاءه تخوم السلافية المتمركزة ما بين ميسن ولوساتيا، سيطر فراتسيلاوف على لوساتيا السفلى بين عامي 1075 و1086، ولكن في عام 1088 مع تمرد إغبرت الثاني مرغريف مايسن منح هاينريش المنطقة إلى هاينريش أوستمارك، بعد ذلك أصبح فراتيسلاف غير مبال بمغامرات هاينريش العسكرية، ورغم انه امتنع عن المساعدة العسكرية لامبراطور لكن ولاءه لم يتغير.

## الشؤون الداخلية
بموجب التقاليد البريميسلية يُعهد بمورافيا إلى الإخوة الأصغر لدوق الحاكم. في حالة فراتيسلاف، ورث أخوته الصغار كونراد وأوتو برنو وأولوموك، وفي حين سلك الأصغر يارومير درب الكنيسة، ومع ذلك دخلت المشاجرات بين الأخوة، في ذلك الوقت أسس فراتيسلاف أبرشية أولموتس التابعة لرئاسة أساقفة ماينتس، لمواجهة سلطة أوتو داخل مقاطعته ساهم كل من البابا والإمبراطور في التوسط خلال الصراع، والذي تم حله جزئيًا بتعيين الإمبراطور هاينريش لشقيقهم الأصغر ياومير كمستشار له في عام 1077، وفي أبريل 1085 انعقد الرايخستاغ في ماينتس حول إيقاف أبرشية مورافيا، ولكن فراتيسلاف أعاد تأسيس الأبرشية لاحقًا. احتج يارومير في روما أمام البابا أوربان الثاني ولكنه توفي عام 1090 قبل أن يفض البابا في هذه المسألة.
كانت السنوات الأخيرة لفراتيسلاف مليئة بالنزاعات العائلية، ففي عام 1086 توفي شقيقه أوتو أعطيت مقاطعته أولوموك لابنه بوليسلاف، ولكن شقيقه كونراد لم يعجبه القرار، لذلك جمع فراتيسلاف جيشًا ضد كونراد تحت قيادة ابنه البكر بريتسلاف لكن هذا الابن انقلب على ابيه، قام فراتيسلاف تماشيًا مع التقاليد البوهيمية بتعيين كونراد وريثاً له ومن بعدها تصالحوا مع بعضهم، وقام الاثنان بالهجوم على بريتسلاف الذي فر الى المجر.
بعد ان استمر حكمه لمدة ثلاثين عاماً توفي فراتيسلاف في 14 يناير 1092 متأثرًا بجراحه أثناء عملية صيد تم دفنه في كنيسة القديس بطرس وبولس، فيسيهراد . 

## إرثه
كثيرا ما وجد فراتيسلاف نفسه في صراع مع شقيقه الأسقف يارومير، لذلك سعى إلى أساليب لتهميش أسقف براغ في السياسة البوهيمية المحلية، ومن بين الإجراءات التي اتخذها هي إعادة تأسيس أسقفية أولوموك عام 1063 وإنشاء محفل فيسيهراد عام 1070، هذا الأخير تمتع بثروة كبيرة بشكل مستقل عن أسقف براغ، ويتبع لكرسي الرسولي مباشرة، أدى نجاحه في تهميش دور أسقف براغ ساعد في تقوية التاج البوهيمي وتسهيل الحكم للملوك اللاحقين من حكم دولة أكثر وحدةً، كانت سياسته تجاه الإمبراطورية الرومانية المقدسة نموذجًا سيُتبع خلال القرن الثاني عشر، وسيؤدي في النهاية إلى الارتقاء الدائم لبوهيميا إلى وضع المملكة مع بدايات القرن الثالث عشر، وأيضا عكست تحالفات الزواج التي تمكن من إبرامها مع أميرات أجنبيات البارزات من المكانة الأسرة بين السلالات الأوروبية، في المقابل اضطر والد بريتيسلاف خلال 1019 إلى اختطاف زوجته النبيلة الصغيرة جوديث زو شفاينفورت، ولتأمين أي زوجة مناسبة على الإطلاق واصل خلفائه حول تعزيز الروابط الأسرية مع الأفراد النبلاء في وسط وشرق أوروبا.

## الذرية
تزوج فراتيسلاف ثلاث مرات: توفيت زوجته الأولى ماريا أثناء الولادة المبكرة، تزوج للمرة الثانية عام 1057 من أديلايد ابنة أندراس الأول ملك المجر، والتي توفيت عام 1062  وأنجبت له:-
- فراتيسلاف (-1061)
- جوديث (-1086)، تزوجت من فلاديسلاف الأول هيرمان دوق بولندا، [12] لهم ابناً واحداً.
- لودميلا (-بعد 1100)
- بريتيسلاف الثاني (حوالي 1060 - 22 ديسمبر 1100)، دوق بوهيميا.

في عام 1062، تزوج فراتيسلاف للمرة الثالثة من شفيتوسلافا شقيقة فلاديسلاف الأول دوق بولندا،  كان لديهم خمسة أطفال:
- بوليسلاف (-1091) [13]
- بوريفوي الثاني (حوالي 1064 - 2 فبراير 1124)، دوق بوهيميا [13]، له أبناء توفوا صغار.
- فلاديسلاف الأول (-12 أبريل 1125)، دوق بوهيميا، [13] هو والد فلاديسلاف الثاني ملك بوهيميا.
- سوبيسلاف الأول (-14 فبراير 1140)، دوق بوهيميا، [13] له ذرية.
- جوديث (حوالي 1066 - 9 ديسمبر 1108)، متزوجة من ويبريشت الثاني من جرويتزش .